# Макаров, Андрей Михайлович
Андре́й Миха́йлович Мака́ров (род. 22 июля 1954, Москва) — российский государственный и политический деятель, юрист. Председатель комитета Государственной Думы по бюджету и налогам с 21 декабря 2011 года. Член фракции «Единая Россия». Заслуженный юрист Российской Федерации (2008).

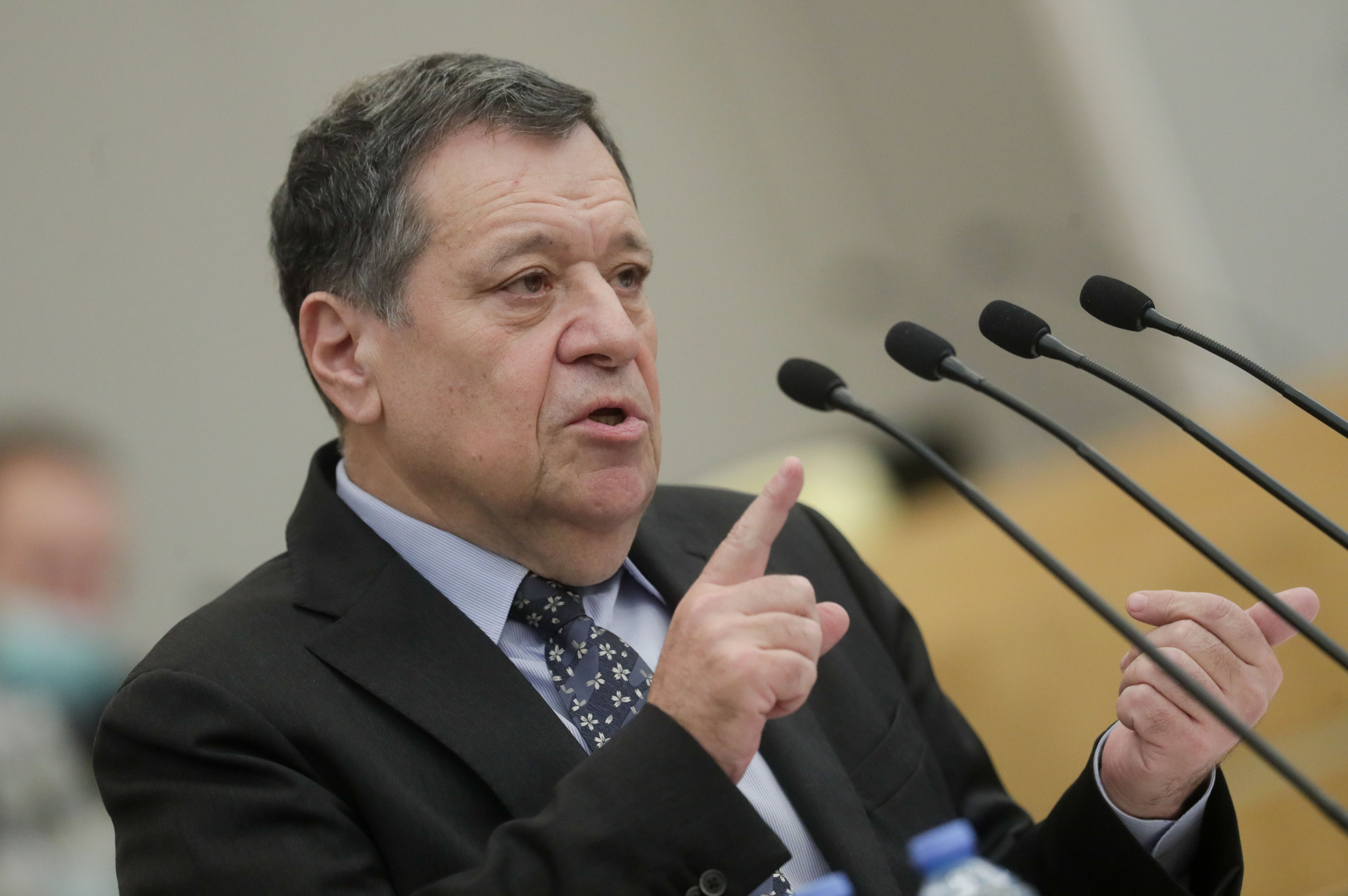
На пленарном заседании в Государственной Думе, 2021 год

Депутат Государственной думы I, II, IV, V, VI, VII, VIII созывов. Один из авторов части первой Налогового кодекса Российской Федерации.
Из-за нарушения территориальной целостности Украины во время российско-украинской войны находится под персональными международными санкциями всех стран Европейского союза, Великобритании, США, Канады, Швейцарии, Австралии, Японии, Украины, Новой Зеландии.

## Биография
Родился 22 июля 1954 года в Москве. Мать — Наталья Павловна Макарова (1925—2024), с 1964 по 1987 год — председатель Московского областного суда. Отчим, Константин Николаевич Апраксин, член Московской городской коллегии адвокатов, в 1987 году — её председатель.
В 1976 году окончил юридический факультет МГУ имени М. В. Ломоносова. Преподавал на юридическом факультете МГУ, после сокращения работал во ВНИИ МВД СССР, считался негласно исполняющим обязанности спичрайтера Юрия Чурбанова.
Кандидат юридических наук (1979). Диссертацию по теме «Применение научно-технических средств при рассмотрении судами уголовных дел» защитил во ВНИИ МВД (1979).
В 1983—1993 годах — адвокат Московской городской коллегии адвокатов. Защищал Ю. М. Чурбанова в «хлопковом деле». Был общественным обвинителем по делу Смирнова-Осташвили, одного из лидеров общества «Память». В 1992 году выступал обвинителем в заседаниях Конституционного Суда РФ, рассматривавшего так называемое «Дело КПСС».
В 1990 году — юридический директор фонда «Культурная инициатива» («Фонд Сороса»). В 1992 году возглавил фонд «Культурная инициатива».
В 1993 году входил в рабочую группу по подготовке проекта новой Конституции РФ.
29 апреля 1993 года назначен начальником управления по обеспечению деятельности Межведомственной комиссии Совета безопасности РФ по борьбе с организованной преступностью и коррупцией в высших эшелонах власти (сменил вице-президента Российской Федерации Александра Руцкого). 18 августа 1993 года на пресс-конференции обвинил А. Руцкого в незаконных финансовых операциях и наличии счёта в швейцарском банке. Освобождён от должности по собственной просьбе в связи с избранием в Государственную думу (1993).
Баллотировался по Шереметьевскому избирательному округу г. Москвы № 203 при поддержке избирательного блока «Выбор России», получил 27,35 % голосов. 17 января 1994 года вышел из фракции «Выбор России» и вступил в депутатскую группу «Союз 12 декабря». С 1994 года член Комитета по международным делам, член Комитета по законодательству и судебно-правовой реформе Госдумы РФ.
В 1994—1997 годах возглавлял Российскую шахматную федерацию. Международный мастер по шахматам. Звание получил после того, как в ФИДЕ были представлены таблицы двух шахматных турниров, проведённых в России. Но через какое-то время появились сообщения о том, что представленные тексты партий, якобы сыгранных Макаровым в этих турнирах, переписаны у известных мастеров прошлого, включая Александра Алехина. Пять из десяти «выигранных Макаровым» партий заимствованы полностью, три — в своей основной содержательной части, после которой оставалась элементарная реализация подавляющего перевеса.
В 1995—1999 годах — депутат Государственной думы Федерального собрания РФ второго созыва, член Комитета по бюджету, налогам, банкам и финансам. В октябре 1998 года назначен членом коллегии Госналогслужбы РФ. В июле 1999 года утверждён членом коллегии Министерства РФ по налогам и сборам.
В марте 2000 года назначен председателем Экспертного совета по налоговому законодательству при Комитете Государственной думы по бюджету и налогам.
В 2003 году назначен советником губернатора Кемеровской области по правовым вопросам. В июне 2003 года — вице-губернатор области по правовому обеспечению экономической деятельности.
В 2003—2007 годах — депутат Государственной думы Федерального собрания РФ четвёртого созыва. С 2003 года — член фракции «Единая Россия». В декабре 2007 года избран депутатом Государственной думы пятого созыва от партии «Единая Россия». Заместитель председателя Комитета Государственной думы по бюджету и налогам. В Государственной думе шестого, седьмого и восьмого созывов — председатель Комитета по бюджету и налогам.
Учредитель московского адвокатского бюро «Андрей Макаров и Александр Тобак» совместно с А. Я. Тобаком.
С 29 марта по 14 октября 2010 года — ведущий проекта «Справедливость» на РЕН ТВ. Из-за перестановок в руководстве телеканала РЕН ТВ обновлённая «Справедливость» не смогла выйти в эфир. С 29 августа 2011 по 29 октября 2013 года — ведущий программы «Свобода и справедливость» на «Первом канале».
22 марта 2017 года Госдума в третьем чтении приняла закон А. Макарова, по которому находящееся под иностранными санкциями лицо может не признаваться налоговым резидентом России (если у него есть налоговое резидентство другого государства). Закон имеет обратную силу, по которой возврат подоходного налога возможен с 2014 года. Документ был принят голосами депутатов фракции «Единая Россия», остальные фракции голосовали против.
С 22 октября 2019 года по 30 июня 2020 года — ведущий ток-шоу «Право на справедливость» на «Первом канале».

## Законотворческая деятельность

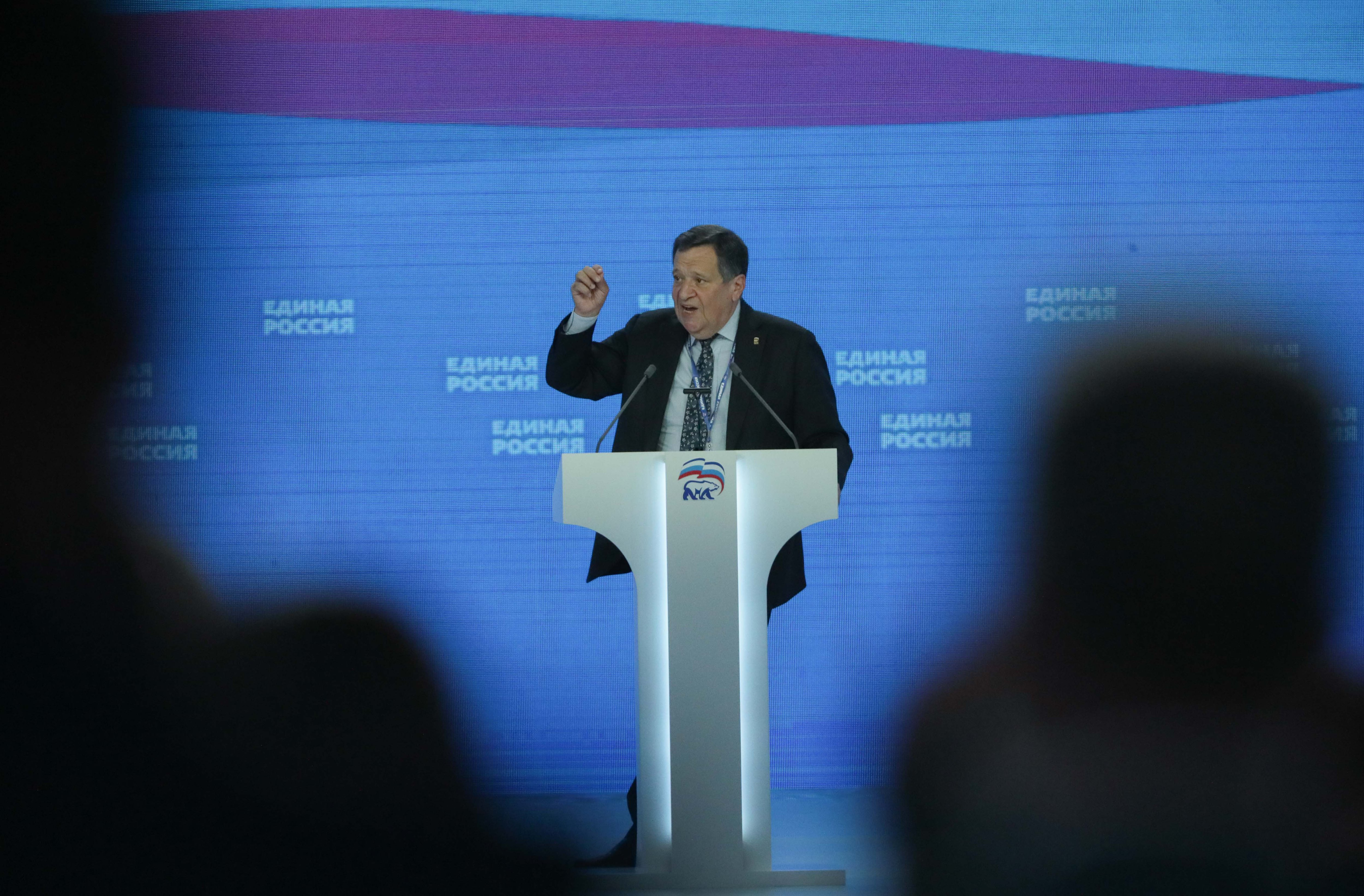
На ХХ съезде партии «Единая Россия», 2021 год

С 1995 по 2022 год, в течение исполнения полномочий депутата Государственной Думы II, IV, V, VI, VII и VIII созывов, выступил соавтором 194 законодательных инициатив и поправок к проектам федеральных законов.
Внес на рассмотрение 15 законопроектов, из которых успешно чтения прошли 13. В основные группы интересов входят геология и разведка недр, топливная промышленность, транспорт. Также внес законопроекты о продлении нулевой ставки НДС в отношении услуг по перевозке пассажиров железнодорожным транспортом в пригородном сообщении — речь идет о льготах для РЖД.
Макаров - один из самых полезных депутатов в соответствии с интегральным рейтингом депутатов Государственной Думы. По итогам 2024 года занял 2 место среди всех коллег-депутатов и 2 место среди коллег по фракции. Для расчета итоговой позиции используются несколько критериев: индекс народного голосования (возможности депутата мобилизовать сторонников), активность депутата в Госдуме (законотворческая активность), медийность (количество упоминаний о депутате в СМИ), а также работа в регионе (оценка работы депутатов на конкретной территории экспертами).

## Международные санкции
Из-за нарушения территориальной целостности и независимости Украины во время российско-украинской войны находится под персональными международными санкциями разных стран.
25 февраля 2022 года, на фоне вторжения России на Украину, включён в санкционный список стран Евросоюза в ответ на решение России признать территории Донецкой и Луганской областей Украины и на решение об отправке туда российских войск.
11 марта 2022 года внесён в санкционный список Великобритании «за признание независимости двух сепаратистских регионов в Украине».
30 сентября 2022 года был внесён в санкционный список США в ответ на «фиктивные референдумы» и «аннексию территорий Украины российскими оккупационными силами». Государственный департамент отмечает что депутаты единогласно приняли закон о фейках, а некоторые депутаты сыграли ключевую роль в распространении российской дезинформации о войне.
23 февраля 2023 года включён в санкционный список Канады «соратников режима», так как он «голосовал за законодательство связанное с вторжением и попыткой аннексии четырех регионов Украины».
По аналогичным основаниям, с 4 марта 2022 года находится под санкциями Швейцарии. С 12 апреля 2022 под персональными санкциями Японии. С 4 мая 2022 года находится под санкциями Австралии. Указом президента Украины Владимира Зеленского с 7 сентября 2022 года находится под санкциями Украины. С 12 октября 2022 года находится под санкциями Новой Зеландии.

## Личная жизнь
Отец трёх дочерей.
Участвовал в капитал-шоу «Поле чудес» в выпуске от 24 ноября 1995 года и одержал победу. По собственным словам, после завершения съёмок упал в студии и сломал ногу.

## Собственность и доходы
Согласно декларации о доходах, за 2011 год сумма годового дохода Андрея Макарова составила 7 525 109 рублей, его супруги — 75 331 329, ребёнка — 92 482; в собственности депутата и членов его семьи находятся два участка для ведения личного подсобного хозяйства по 0,25 га, земельный участок под дачное хозяйство на 0,18 га, два земельных участка под индивидуальное жилищное строительство по 0,14 га и жилой дом 318 м² в Испании, жилой дом 746 м² и квартиры 190 и 53 м² в России. По информации газеты «Ведомости», в Испании Макарову принадлежит два земельных участка площадью 0,29 га.
В декларации Макарова за 2014 и последующие годы супруга отсутствует. Доход Макарова за 2014 год, согласно декларации, составил 3 922 886.48 руб., в собственности квартира площадью 53 м² и автомобиль Лексус LS 460. В декларации 2014 года ребёнок Макарова получил доход 36 805.88 руб., владеет двумя участками в Испании: земельный участок под индивидуальное жилищное строительство (общая долевая собственность, 1/2) 1489,00 м² и земельный участок под индивидуальное жилищное строительство (общая долевая собственность, 1/2) 1426,00 м², а также домом — общая долевая собственность, 1/2 318,07 м².
В 2015 году Макаров получил доход 4 744 151.65 руб., в собственности квартира площадью 53 м² и автомобиль Лексус LS 460. Ребёнок получил доход 77 956.91 руб., владеет двумя участками в Испании: земельный участок под индивидуальное жилищное строительство (общая долевая собственность, 1/2) 1489,00 м² и земельный участок под индивидуальное жилищное строительство (общая долевая собственность, 1/2) 1426,00 м², а также домом — общая долевая собственность, 1/2 318,07 м².
В 2016 году из декларации исчез ребёнок, доход Макарова составил 6 150 299.66 руб., в собственности квартира площадью 53 м² и автомобиль Лексус LS 460.
В 2017 году доход Макарова составил 4 655 269,32 руб., в собственности квартира площадью 53 м² и автомобиль Лексус LS 460.

## Награды
- Орден Почёта (21 июля 2014 года) — за активную законотворческую деятельность и многолетнюю добросовестную работу[43]
- Медаль Столыпина П. А. I степени (19 июля 2019 года) — за заслуги в законотворческой деятельности, направленной на решение стратегических задач социально-экономического развития страны[44]
- Медаль Столыпина П. А. II степени (17 июля 2017 года) — за заслуги в законотворческой деятельности, направленной на решение стратегических задач социально-экономического развития страны[45]
- Заслуженный юрист Российской Федерации (21 мая 2008 года) — за заслуги в формировании правового государства и многолетнюю плодотворную работу[46]
- Почётная грамота Президента Российской Федерации (12 июня 2013 года) — за большой вклад в развитие российского парламентаризма и активную законотворческую деятельность[47]
- Благодарность Президента Российской Федерации (10 июля 2017 года) — за заслуги в развитии бюджетного и налогового законодательства, многолетнюю добросовестную работу[48]
- Благодарность Президента Российской Федерации (20 сентября 2016 года) — за заслуги в законотворческой деятельности и многолетнюю плодотворную работу[49]
- Благодарность Президента Российской Федерации (18 октября 2007 года) — за активное участие в законотворческой деятельности[50].
- Почётная грамота правительства Российской Федерации (4 июля 2013 года) — за многолетнюю плодотворную законотворческую деятельность и развитие законодательства Российской Федерации[51].
- Благодарность Правительства Российской Федерации (6 июля 2011 года) — за заслуги в законотворческой деятельности и многолетнюю добросовестную работу[52].